# 토니아 소티로풀루
토니아 소티로풀루(Τόνια Σωτηροπούλου, 1987년 4월 28일 ~ )는 그리스의 배우이다.